# 情報ガバナンス
情報ガバナンス（じょうほうガバナンス,Information Governance）またはインフォメーション・ガバナンスとは、企業や組織内に保有しているすべての情報（紙やCD-R、DVDなどの外部記録媒体、USB、クラウドなどの情報も含む）をコントロールし、適切な人に適切なタイミングで提供するためのルールや体制を整備することを指す。よく似ている言葉にITガバナンスがあるが、ITガバナンスが企業のIT活用を監視・規律すること、また、その仕組みを指すのに対し、情報ガバナンスはITに限らず企業内の情報すべてを監視・規律するため、より上位の概念と言える。

## 背景
このような取り組みが重要視されるようになった最大の要因は、ビジネスでは日々、膨大な情報の処理、保管、検索の必要性が生じており、適切に情報管理をしなければ、ビジネスに損失が起こってしまうリスクがあるためである。また業界規制の順守や、訴訟時の適切な対応が難しくなっていること、さらに世界のデータ量が増大していることも要因として挙げられる。

## 概要
情報ガバナンスを行うためには、次の様な情報ガバナンスシステムが必要になる。
- 情報を取得・作成した時点から、処分・廃棄する時点までの情報のライフサイクルの管理。
- 情報の利用に関するポリシーや手順の策定、実施、周知。
- 保有している情報の種類、保有場所、フォーマットの把握。
- 情報の質とビジネスにおける正確な価値の把握。
- 情報がどのように保管されているか、情報を使用するために何が必要かを把握する。
- 情報がどのような場合にアーカイブされ、どのような場合に所定のポリシーに従って削除されるのかを把握
- 必要なときに必要な場所で情報が利用できるようにする
- 情報のセキュリティや安全なアクセス、機密性を確保する。
- 周知や研修の実施により、関係者による順守を徹底する。
- 柔軟性を保ち、常に進化することで、情報のフォーマットや通信手段の変化に対応できるようにする。
- 継続的な改善を行う。

情報ガバナンスを行うことで、業務効率化による売り上げアップや顧客満足度の向上、コンプライアンス対策につながる。その一方で、チャットやSNSなどを利用して社員が顧客や取引先とやりとりした情報などの外部データもコントロールする必要があるため、徹底が難しい。